# Château de Montdragon
Le château de Montdragon anciennement de Dargon, est un château situé à Montdragon, dans le Tarn (France).

## Historique

### Origine
Le château de Montdragon est mentionné pour la première fois en 961, dans le testament de Raymond Ier, comte de Rouergue, sous le nom de "castel de Dargon". Il en fait alors don à son fils, Raymond II.
Il dépend alors de la seigneurie de Lombers.

### Le château de Montdragon
Bien que le village de Montdragon et son château ne soient pas affectés par la croisade des albigeois puis la guerre de Cent Ans qui font trembler la région, ils subissent tous deux les affres du temps. Bientôt élevée en baronnie, la terre rentre dans le giron royal, avant que la bâtisse ne soit restaurée à la Renaissance.
Il faut alors attendre 1596 pour qu'Henri IV en fasse don à la famille de Castelpers. De retour dans le domaine de la Couronne, Louis XIV le vend à Pierre Batignes en 1689. Déjà sieur de Lagrèze, celui-ci meurt sûrement en 1695, laissant ses terres au marquis Philippe du Bosc (de la famille de Clermont-Lodève) et au vicomte de Varagne, mariés à ses filles[réf. souhaitée].
Le domaine est ensuite entièrement réuni par la fille du marquis du Bosc, Marie-Charlotte, femme de Jean-Claude d'Yzarn.

## Architecture
Le château de Montdragon est situé au centre du village. C'est un long bâtiment de forme rectangulaire, aujourd'hui séparé en deux propriétaires. Couvert de tuiles, il est en pierre. L'édifice possède encore une fenêtre à meneaux. La façade principale, organisée sans symétrie, est flanquée de deux tourelles, arasées au niveau de la toiture.